# د گاردنز، قلمرو شمالی
د گاردنز (به انگلیسی: The Gardens) یک منطقهٔ مسکونی در استرالیا است که در قلمرو شمالی (استرالیا) واقع شده‌است.